# 多里亚·德昂格里别墅

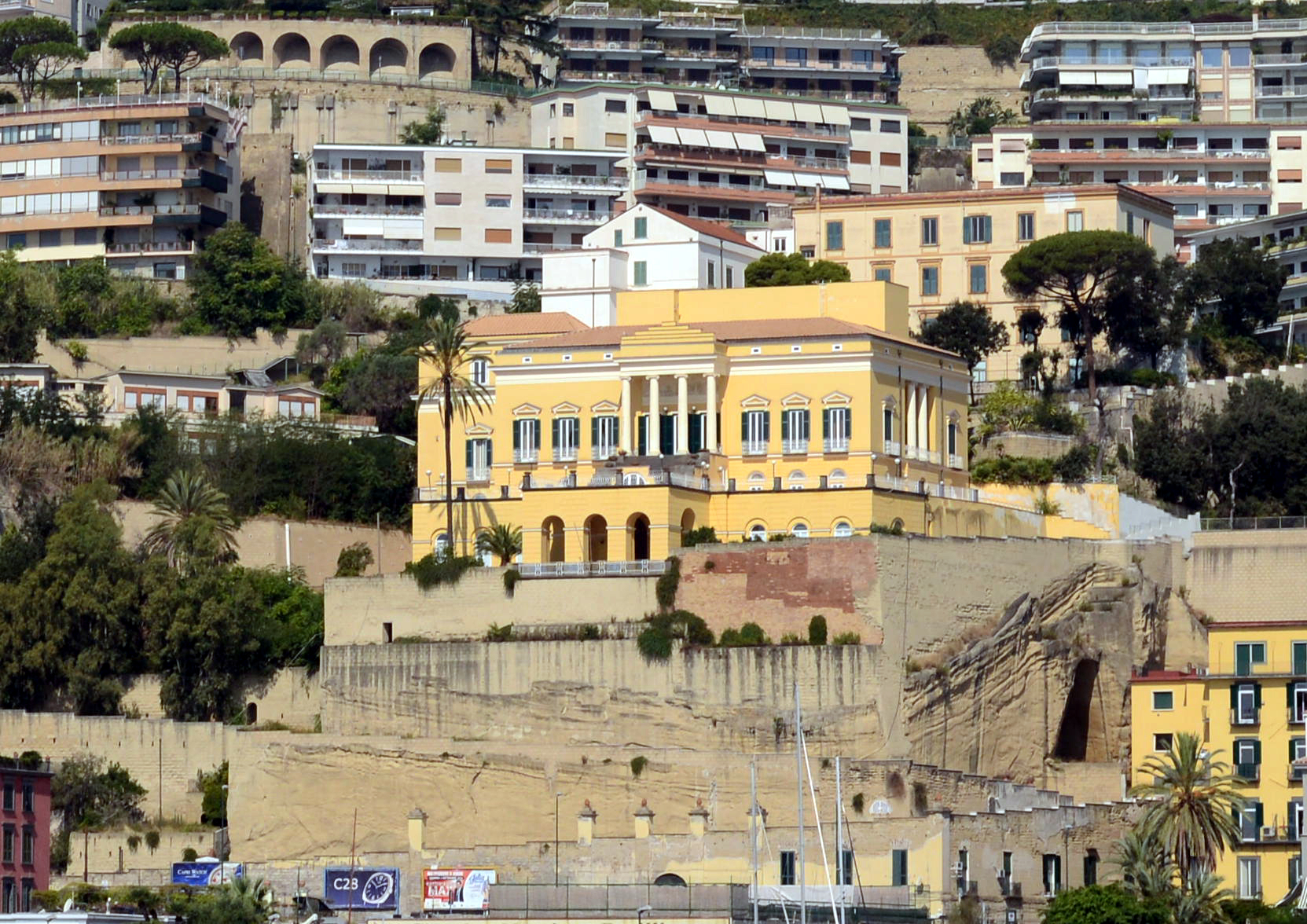

多里亚·德昂格里别墅（Villa Doria d'Angri）是那不勒斯的一座历史艺术建筑，位于波西利波区。
今天，别墅属于那不勒斯帕特诺普大学（Università degli studi di Napoli Parthenope）。 

## 历史
这是该地区最重要的新古典主义建筑别墅：1833年由来自热那亚的多里亚家族成员，马坎托尼奥·多里亚·德昂格里（1809 - 1837）委托，由建筑师巴托洛梅奥格拉索（1773 - 1835）建造。
建筑似乎从岩石中长出来；事实上，它是专门设计的一座凝灰岩建筑，周围设有爱奥尼柱式的涼廊。

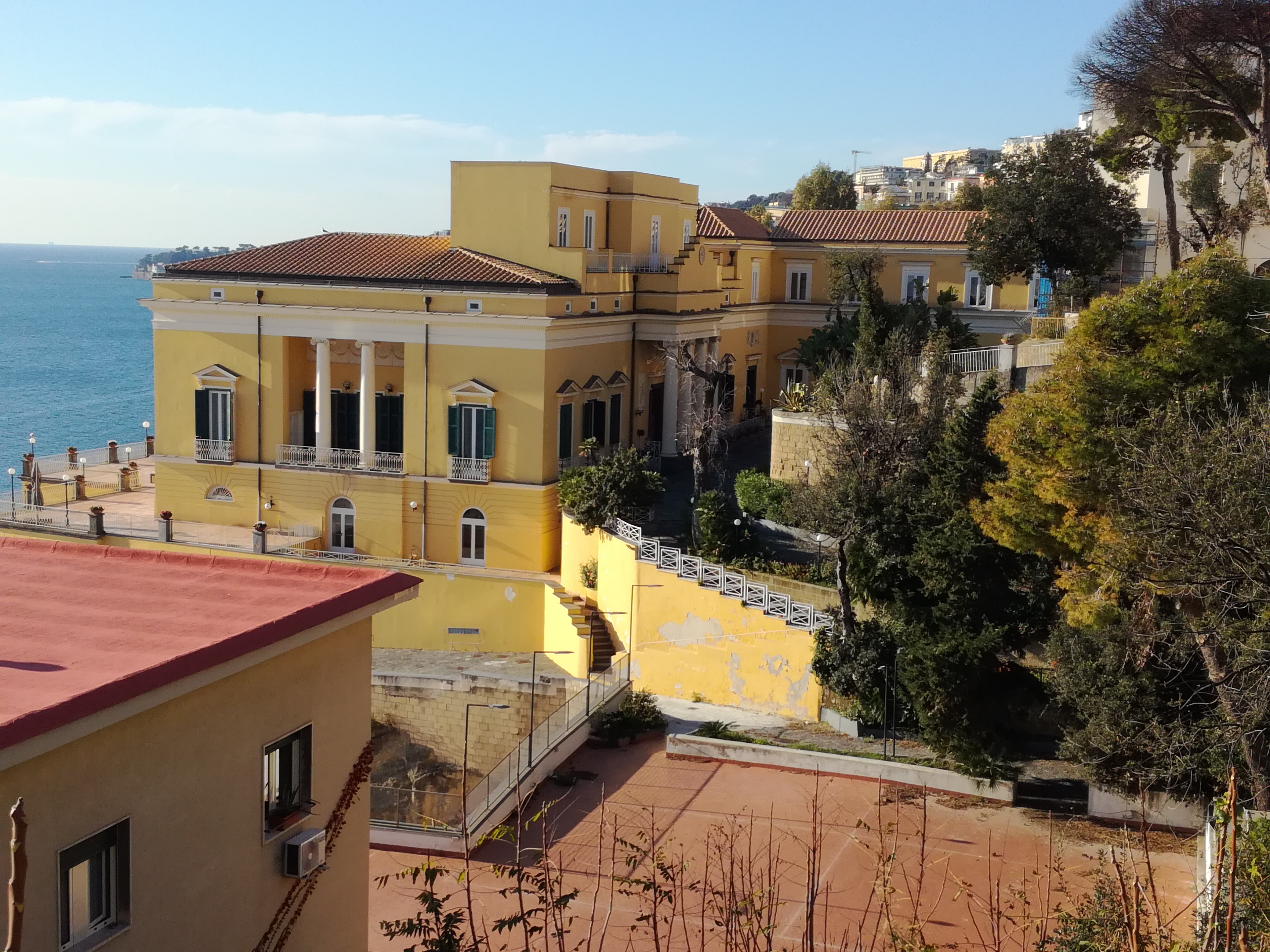
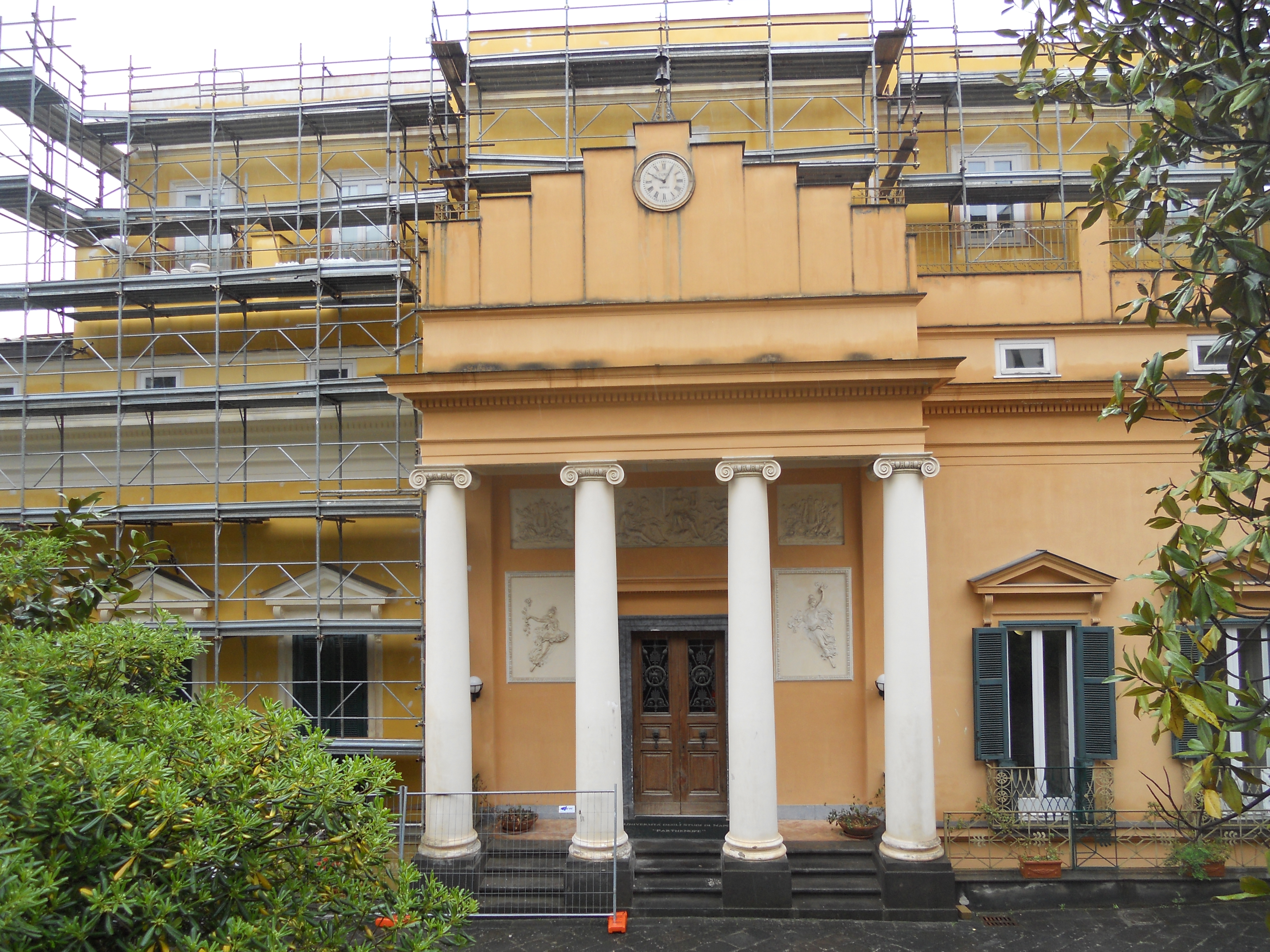
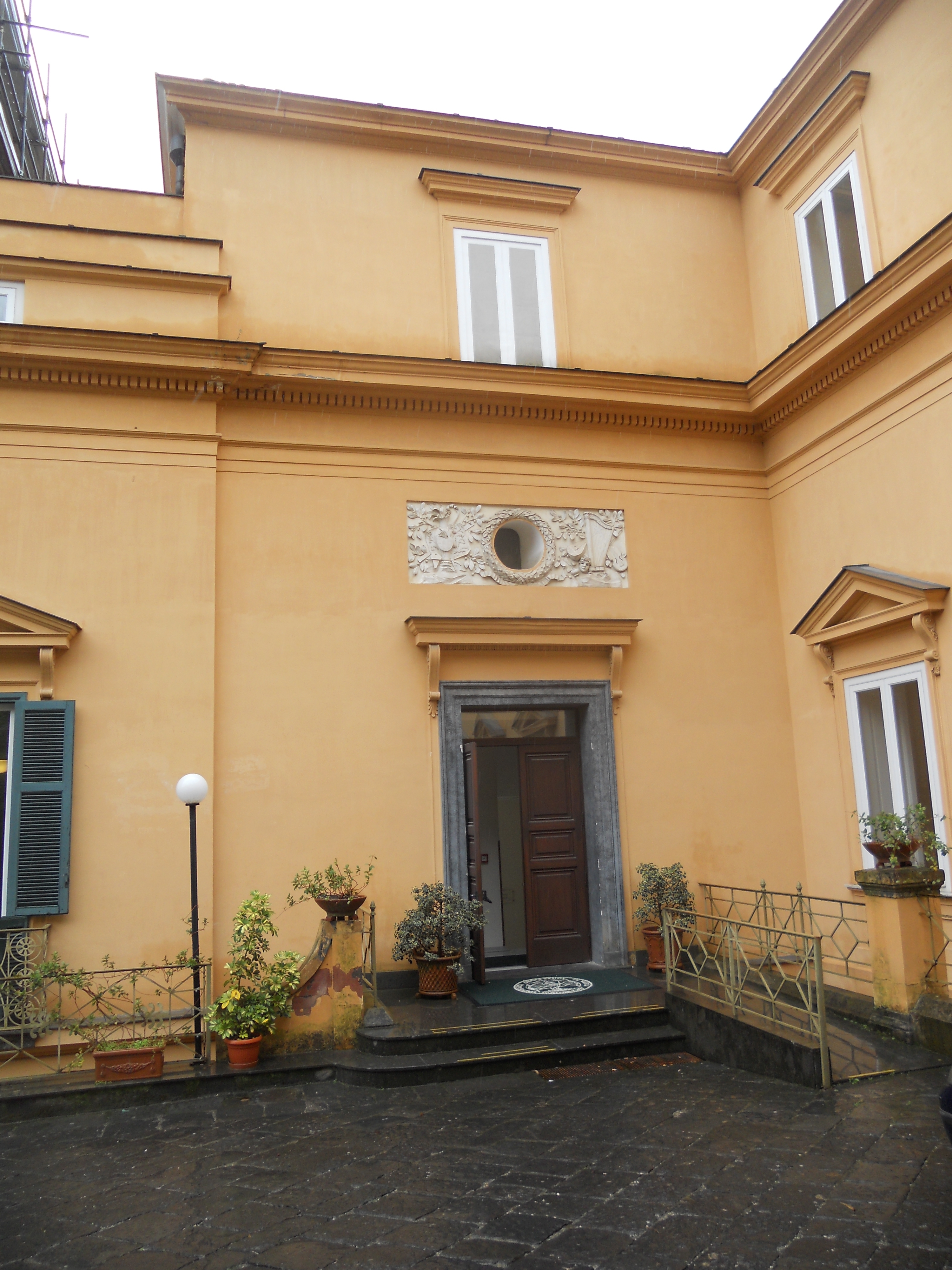
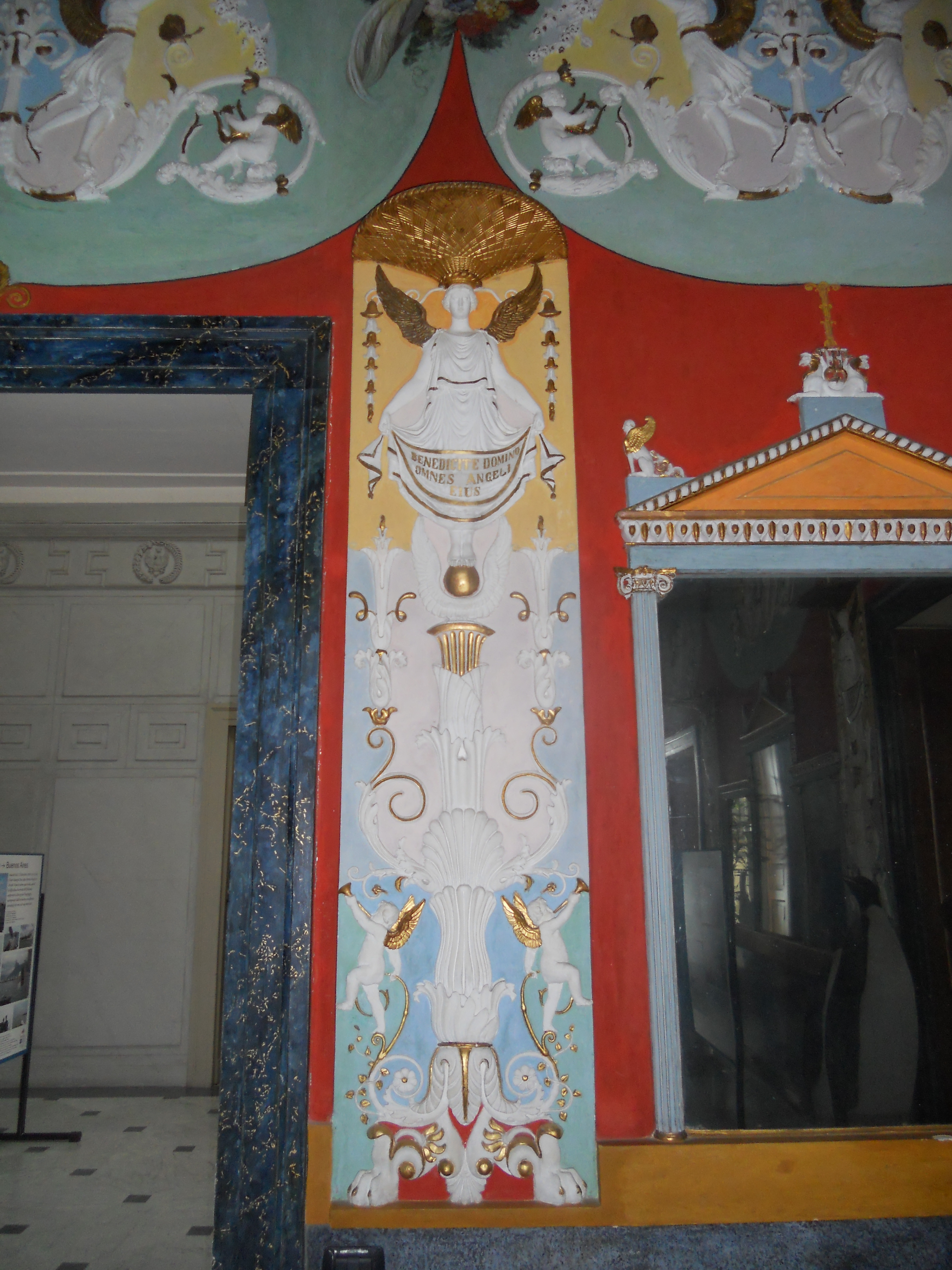
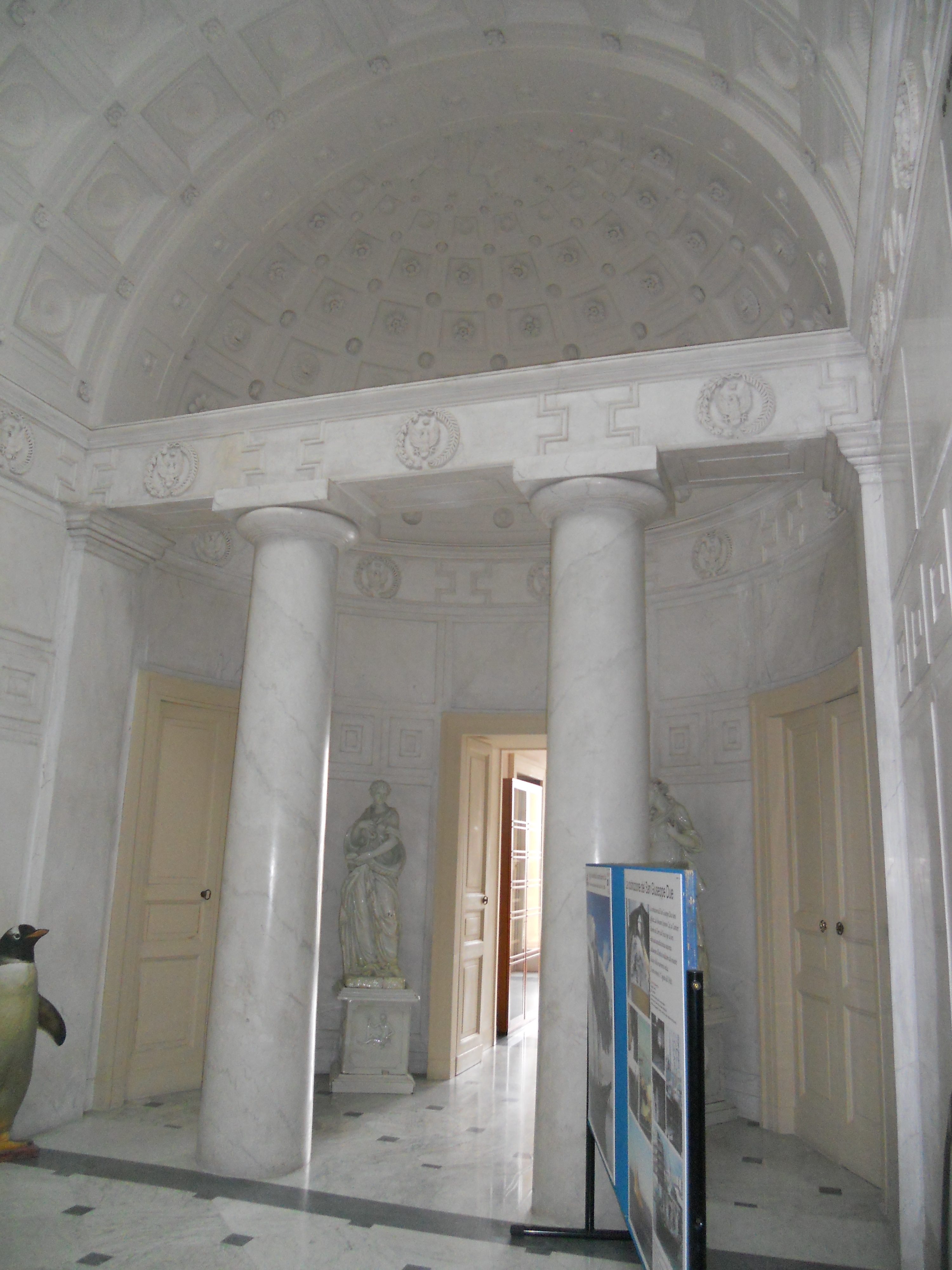
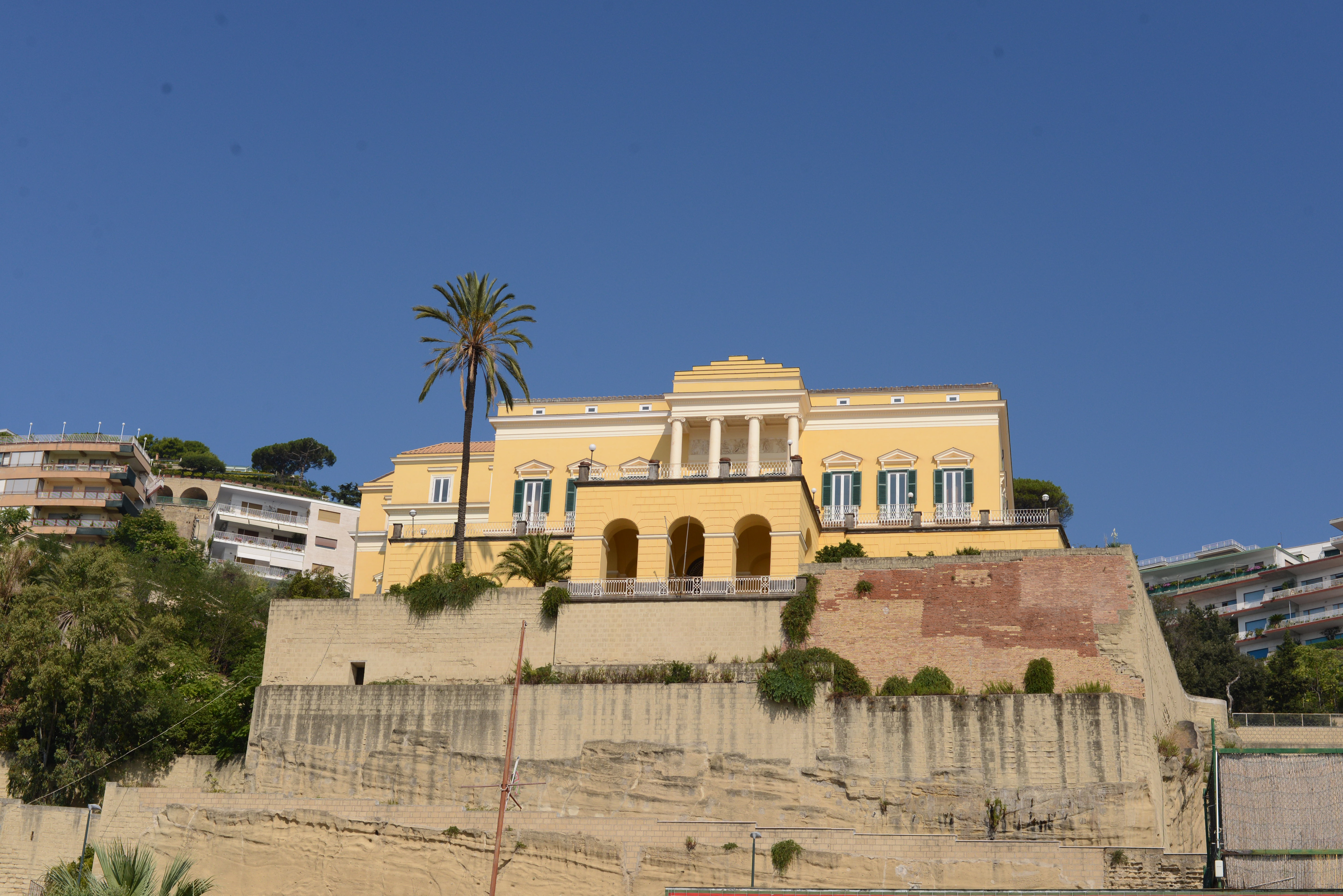